# ヒラー VXT-8

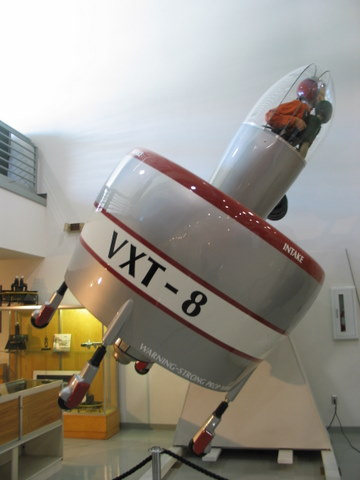
ヒラー航空博物館に展示されるVXT-8の実物大模型

ヒラー VXT-8 コレオプターは1950年代末にフランスのSNECMA C450 コレオプテールに触発されてアメリカ合衆国で提案された環状翼 垂直離着陸機。計画は実物大模型の段階から先には進展しなかった。